# 카이사 베리크비스트
카이사 마르가레타 베리크비스트(스웨덴어: Kajsa Margareta Bergqvist, 1976년 10월 12일 ~ )는 스웨덴의 높이뛰기 선수이며, 실내 높이뛰기 세계 기록 보유자이다. 하계 올림픽에서 동메달 1개, 세계 육상 선수권 대회에서 금메달 1개와 동메달 2개, 유럽 육상 선수권 대회에서 금메달 1개를 딴 경력이 있다. 야외 높이뛰기 개인기록은 2003년 독일에서 세운 2.06미터이다.

## 인물

### 경력
스톡홀름주의 솔렌투나시에서 태어난 베리크비스트는 6세 때 스포츠에 관심을 가지기 시작하여 축구, 배구, 배드민턴, 수영과 크로스컨트리 스키 같은 스포츠를 시도하였다.
10세 때 오빠 안드레스의 설득으로 장거리 육상 종목들에 출전하였고, 후에 몇몇의 육상 종목들을 시도하였다. 15세 때까지 여러 육상 종목들에 지속적으로 훈련하였고, 투레베리스 FK 클럽을 대표하여 새 코치 벵트 욘손과 베리크비스트는 높이뛰기에 집중하기로 선택하였다.
1995~99 시즌에 댈러스에 있는 서던 감리교 대학교에 수학하면서 광고학 학위를 취득하였다. 1997년 인디애나 대학교에서 열린 NCAA 대회에서 1.93미터를 제거하여 우승하였고, 2년 후 보이시에서 열린 NCAA 대회에서 1.90미터 높이를 제거하여 다시 우승하였다.
아킬레스건 부상으로 2004년 아테네 올림픽에는 불참하였지만 2005년 헬싱키에서 열린 세계 육상 선수권 대회에서 금메달을 따내며 재기하였다. 2006년 2월 4일 독일의 아른슈타트에서는 실내 높이뛰기에서 2.08미터를 기록, 1992년 2월 8일 하이케 헨켈이 기록했던 2.07미터의 세계 기록을 14년 만에 갱신하였다. 헬싱키에서 우승과 함께 그해를 위한 스벤스카 다그블라데트 금메달을 수상하였다.
2006년 세계에서 제1의 여성 높이뛰기 선수로 등급에 들어왔으나, 그해 여름에 예테보리에서 열린 유럽 선수권 대회에서 3위에 그쳐 본국 관중들 앞에서 우승하는 데 실패하고 말았다.
2007년 유럽 실내 선수권에 출전하지 않기로 선택한 베리크비스트는 대신 자신의 세계 실외 타이틀을 보유하는 데 집중하였다. 그해의 실내 시즌을 잘 시작하지 않은 그녀는 1년 전 자신의 세계 기록을 세운 것을 본 형식에 근처에도 오지 못하고, 오사카에서 열린 세계 육상 선수권 대회에 7위에 그치고 말았다.
2008년 1월 7일 은퇴를 선언하였다.

### 육상 이후
은퇴 이래 유니세프와 국제 육상 경기 연맹의 대사를 지냈다.

## 같이 보기
- 높이뛰기
- 높이뛰기